# Моренга, Якоб
Якоб Моренга (нама Jakob Morenga; род. примерно в 1875 — 1907) — предводитель партизан племени нама во время восстания племён против немецкого колониального господства.

## Биография
Родился в смешанной семье (нама и гереро). Воспитывался в христианской миссии, затем учился в Европе. По возвращении в Африку работал на медной шахте в Капской колонии.
В 1903 году стал одним из вожаков взбунтовавшихся бондельсвартов (одно из племён нама). После подавления мятежа скрылся в горах с небольшой группой.
В октябре 1904 года отряд Моренги начал нападать на немецких поселенцев. В 1905 году отряд Моренги заставил отступить немецкое подразделение после боя при Хартебестмюнде. Губернатор германской Юго-Западной Африки Теодор Лейтвейн писал о Маренге так: В своих качествах военачальника он сочетает преимущества обоих племен, т.е хитроумие готтентотов с отвагой и фанатизмом гереро. К тому же от последних ему досталась и статная фигура. 
Против партизан Моренги выступили британские войска (из Капской колонии). В сентябре 1907 года отряд Моренги был уничтожен, сам он был убит.